# Horst Müller (Jurist)
Horst Müller (* 29. Mai 1896 in Halle an der Saale; † 8. März 1975 in Freiburg im Breisgau) war ein deutscher Jurist.

## Leben
Nach der Promotion zum Dr. iur. an der Universität Halle 1926 und der Habilitation 1934 in Hamburg war er von 1934 bis 1936 Privatdozent für Bürgerliches Recht, Römische Rechtsgeschichte und Internationales Privatrecht an der Universität Hamburg. 1936 wurde er als Nachfolger des emeritierten Rudolf Merkel zum Professor für Bürgerliches Recht an der Albert-Ludwigs-Universität Freiburg berufen. Im selben Jahr nahm er an der von Carl Schmitt organisierten Tagung Die deutsche Rechtswissenschaft im Kampf gegen den jüdischen Geist in Berlin teil und referierte dort zum Thema, wobei er gegen Mischehen Stellung nahm. Er führte aus, dass er es als unerträglich empfände, wenn eine „deutschblütige“ Frau, die ihren jüdischen Ehemann verlassen hatte, dazu verurteilt würde, die eheliche Gemeinschaft wieder aufzunehmen. 1937 erhielt er in Freiburg einen Lehrstuhl als Professor für bürgerliches Recht, Zivilprozessrecht und internationales Privatrecht. Am 14. Mai 1937 beantragte er die Aufnahme in die NSDAP und wurde rückwirkend zum 1. Mai desselben Jahres aufgenommen (Mitgliedsnummer 4.716.199). Von 1938 bis 1940 war er Dekan der juristischen Fakultät.
Unmittelbar nach Kriegsende war er im Wiederaufbaubüro der Stadt Freiburg tätig. 1950/1951 war er im Wartestand, bevor er 1951 seine Lehrtätigkeit wieder aufnahm; 1964 wurde er emeritiert.

## Schriften (Auswahl)
- Wesen und Inhalt des Fischereirechts nach preußischem Recht. Halle an der Saale 1926, OCLC 1040109174.
- Der Grundsatz des wohlerworbenen Rechts im internationalen Privatrecht. Geschichte und Kritik. Hamburg 1935, OCLC 876720526.
- Die Entwicklung des bürgerlichen Rechts seit der Machtübernahme. Freiburg im Breisgau 1938, OCLC 718326978.